# 韓晃
韓 晃（かん こう、? - 329年）は、東晋の軍人。蘇峻の乱に蘇峻軍の中心として活躍するが、追討軍に敗れて討死した。

## 生涯
東晋の奮威将軍蘇峻に仕えていた。
太寧2年（324年）7月、蘇峻とともに東晋に反した丞相王敦の討伐へ向かった。王敦配下の沈充・銭鳳が建康を攻め、宣陽門にまで迫った。韓晃は軍を率いて南側から横撃を加え、3千の水死者を出す大勝をあげた。蘇峻軍は沈充を追って、呉興に進軍した。
咸和元年（326年）11月、後趙の将軍石聡が寿春を攻めた。寿春を守っていた鎮西将軍祖約は朝廷に救援を求めたが、援軍は送られなかった。蘇峻は独断で韓晃を援軍として派遣した。韓晃の援軍により、石聡は退却した。
咸和2年（327年）10月、蘇峻は歴陽で挙兵し、東晋に反旗を翻した。韓晃は蘇峻軍の中核として活躍した。
12月、蘇峻は韓晃・張健らに姑孰を攻めさせた。姑孰を攻略し、塩や米を接収した。姑孰陥落に中書令庾亮は大変悔やんだという。
宣城内史桓彝が進軍して蕪湖に駐屯した。桓彝と戦い、勝利して宣城に進軍した。桓彝は広徳に退却した。韓晃は諸県を掠奪して帰還した。
咸和3年（328年）1月、慈湖に駐屯する左将軍司馬流を攻撃した。司馬流を討ち取り勝利した。
5月、義興に侵攻した。桓彝は涇県に駐屯し、将軍兪縦に蘭石を守らせた。蘇峻は韓晃に攻めさせた。兪縦は敗れ、周囲の者が退却を勧めるも、兪縦は戦い続けた末に討死した。進軍して桓彝を攻めた。
6月、宣城を攻略し、桓彝を討ち取った。
9月、張健らとともに大業の塁を攻めた。塁の中は水が欠乏し、将兵は糞汁を飲むほどの困窮ぶりだったが、守りは固く、攻めあぐねていた。
10月、蘇峻の死を聞き、石頭に引き返した。
咸和4年（329年）1月、蘇峻側に与していた匡術が寝返った。征西大将軍陶侃は、西陽郡太守鄧嶽・廬江郡太守毛宝を派遣した。鄧嶽は西城を守り、毛宝は南城を守った。蘇峻の弟蘇逸・蘇峻の子蘇碩とともに苑城を攻め、太極東堂及び秘閣を焼いた。韓晃は南城を攻めるが陥せなかった。2月、追討軍が石頭を攻めた。蘇碩が勇戦の末に討ち取られると韓晃らは大いに懼れ、曲阿へ逃れた。その途上、蘇逸が李湯に捕らえられ、殺害された。軍は張健が統率し、舟で延陵から呉興に入った。追ってきた揚烈将軍王允之と戦い、敗れて男女1万余を奪われた。張健は韓晃・馬雄らとともに軍を率いて故鄣へ向かった。郗鑒は李閎を派遣して追撃させた。両軍は平陵山で戦い、蘇峻側は壊滅、韓晃は討死にした。

## 人物・逸話
- 韓晃が南城を攻めたとき、守っている毛宝が姿を現し、数十人を射殺した。これを見た韓晃が「君が毛廬江か？」と問うと、毛宝がそうだと答えた。韓晃が「君は勇猛で名高いのに、なぜ城門から出ないのか!」と問うた。毛宝は「君は健将で名高いのに、どうして城門に入ってこないのか!」と答えた。毛宝の答えを聞いた韓晃は笑って引き退った[5]。

- 平陵山で追討軍と戦った際、張健らは下山しない中、韓晃はただ一人下山した。両方に矢を入れる筒を帯び、胡床に座って追討軍を待ち構えた。反弓で追討軍と戦い、多数の兵を殺傷した。矢が尽きた後、韓晃は討ち取られた[6]。

## 関連事項
- 蘇峻の乱